# Ламар (Колорадо)
Ламар (англ. Lamar) — місто (англ. city) в США, в окрузі Проверс штату Колорадо. Населення — 7687 осіб (2020).

## Географія
Ламар розташований за координатами 38°4′49″ пн. ш. 102°37′4″ зх. д. / 38.08028° пн. ш. 102.61778° зх. д. (38.080409, -102.617875).  За даними Бюро перепису населення США в 2010 році місто мало площу 10,96 км², з яких 10,95 км² — суходіл та 0,00 км² — водойми. В 2017 році площа становила 13,44 км², з яких 13,39 км² — суходіл та 0,05 км² — водойми.

### Клімат
| Клімат : Ламар             | Клімат : Ламар | Клімат : Ламар | Клімат : Ламар | Клімат : Ламар | Клімат : Ламар | Клімат : Ламар | Клімат : Ламар | Клімат : Ламар | Клімат : Ламар | Клімат : Ламар | Клімат : Ламар | Клімат : Ламар | Клімат : Ламар |
| Показник                   | Січ.           | Лют.           | Бер.           | Квіт.          | Трав.          | Черв.          | Лип.           | Серп.          | Вер.           | Жовт.          | Лист.          | Груд.          | Рік            |
| Абсолютний максимум, °C    | 27,8           | 30,6           | 31,7           | 36,7           | 39,4           | 43,9           | 43,9           | 43,3           | 41,1           | 37,2           | 31,7           | 27,8           | 43,9           |
| Середній максимум, °C      | 7,2            | 9,4            | 15,0           | 20,6           | 25,6           | 31,1           | 33,9           | 32,8           | 28,3           | 21,1           | 13,3           | 7,2            | 20,5           |
| Середній мінімум, °C       | −10            | −7,8           | −2,8           | 2,2            | 8,3            | 14,4           | 17,2           | 16,1           | 10,6           | 2,8            | −4,4           | −9,4           | 3,1            |
| Абсолютний мінімум, °C     | −33,9          | −34,4          | −20,6          | −13,3          | −2,8           | 3,3            | 9,4            | 4,4            | −5             | −13,3          | −24,4          | −30,6          | −26,1          |
| Норма опадів, мм           | 11             | 12             | 22             | 34             | 54             | 61             | 60             | 64             | 34             | 26             | 13             | 13             | 402            |
| -------------------------- | -------------- | -------------- | -------------- | -------------- | -------------- | -------------- | -------------- | -------------- | -------------- | -------------- | -------------- | -------------- | -------------- |
| Джерело: Accuweather, NOAA |                |                |                |                |                |                |                |                |                |                |                |                |                |

## Демографія
Згідно з переписом 2010 року, у місті мешкали 7804 особи в 3102 домогосподарствах у складі 1980 родин. Густота населення становила 712 особи/км².  Було 3666 помешкань (335/км²).
Расовий склад населення:
| - 78,6 % — білих - 1,0 % — корінних американців - 0,7 % — чорних або афроамериканців - 0,4 % — азіатів - 16,3 % — осіб інших рас |

До двох чи більше рас належало 3,0 %. Частка іспаномовних становила 39,7 % від усіх жителів.
За віковим діапазоном населення розподілялося таким чином: 27,8 % — особи молодші 18 років, 58,1 % — особи у віці 18—64 років, 14,1 % — особи у віці 65 років та старші. Медіана віку мешканця становила 34,1 року. На 100 осіб жіночої статі у місті припадало 93,7 чоловіків;  на 100 жінок у віці від 18 років та старших — 88,8 чоловіків також старших 18 років.
Середній дохід на одне домашнє господарство  становив 48 887 доларів США (медіана — 35 487), а середній дохід на одну сім'ю — 59 386 доларів (медіана — 46 289). Медіана доходів становила 38 125 доларів для чоловіків та 26 028 доларів для жінок. За межею бідності перебувало 20,3 % осіб, у тому числі 28,5 % дітей у віці до 18 років та 19,5 % осіб у віці 65 років та старших.
Цивільне працевлаштоване населення становило 3415 осіб. Основні галузі зайнятості: освіта, охорона здоров'я та соціальна допомога — 26,0 %, роздрібна торгівля — 15,2 %, мистецтво, розваги та відпочинок — 11,7 %, публічна адміністрація — 9,7 %.